# ホフマン (ピアノ)
W・ホフマン（W. Hoffmann）はドイツのアップライトピアノおよびグランドピアノ製造業者である。工房は1893年にベルリンで創業された。1991年、「転換」の直後、ホフマンはベヒシュタイングループに買収され、アップライトピアノとグランドピアノはザイフヘナースドルフで生産された。2001年、生産がチェコに移転された。